# 科西街

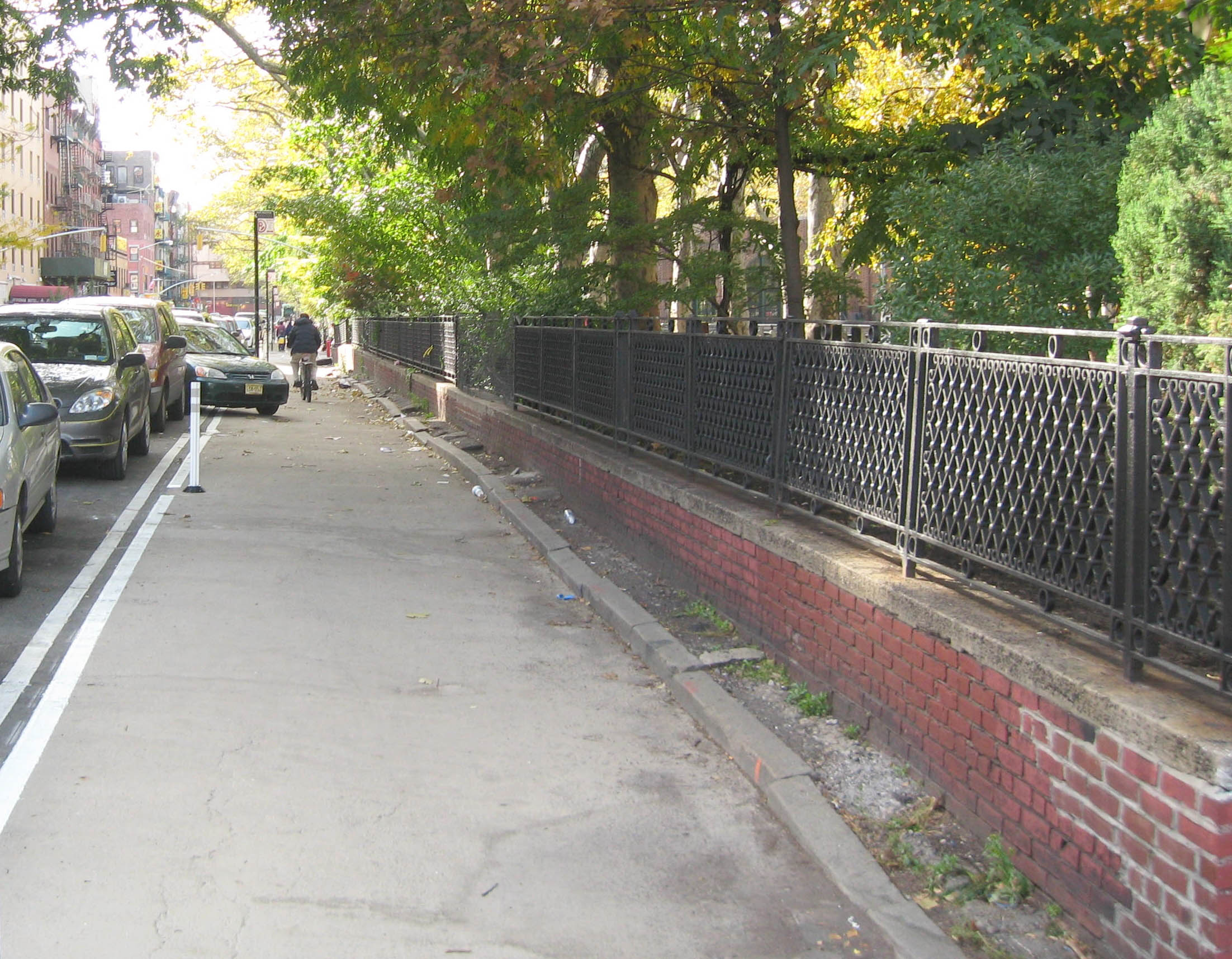
由德蘭西街沿科西街南望，右側爲薩拉·德拉諾·羅斯福公園

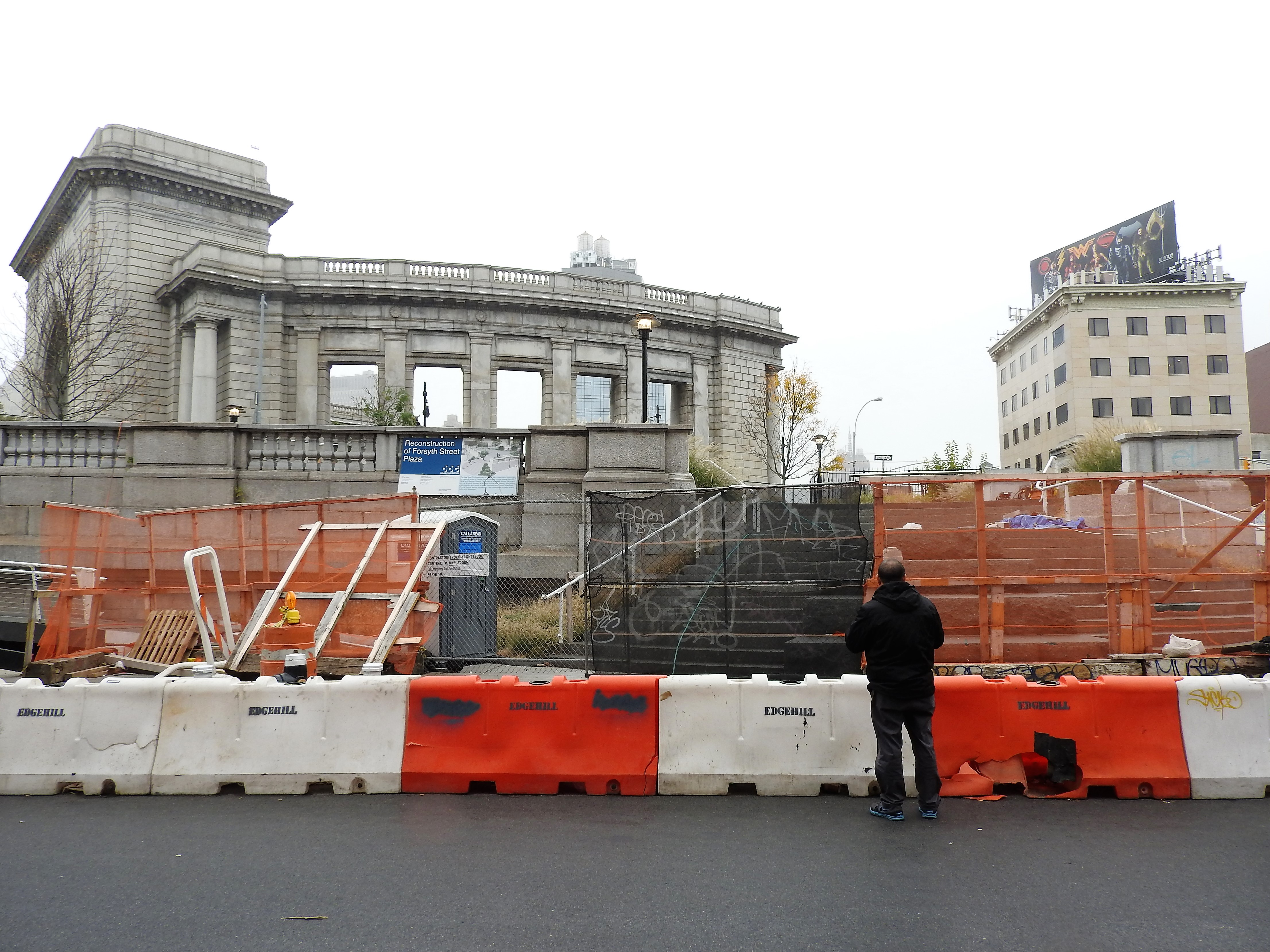
2017年重建中的福賽思廣場

科西街（官方路牌，/ˈfɔːrsaɪθ/，另譯福賽斯街）是美國紐約州紐約市曼哈頓一條南北走向的街道，南起軒利街，北止豪斯頓街。街道由南至北依次經過東百老匯大街、地威臣街、堅尼街、佩斯大學高中、海斯特街、格蘭街、布魯姆街、德蘭西街、里溫頓街以及斯坦頓街。
科西街於1817年改爲現名，以紀念在1812年戰爭中負傷陣亡的本傑明·福賽斯中校。